# Dorfkirche Schwansee

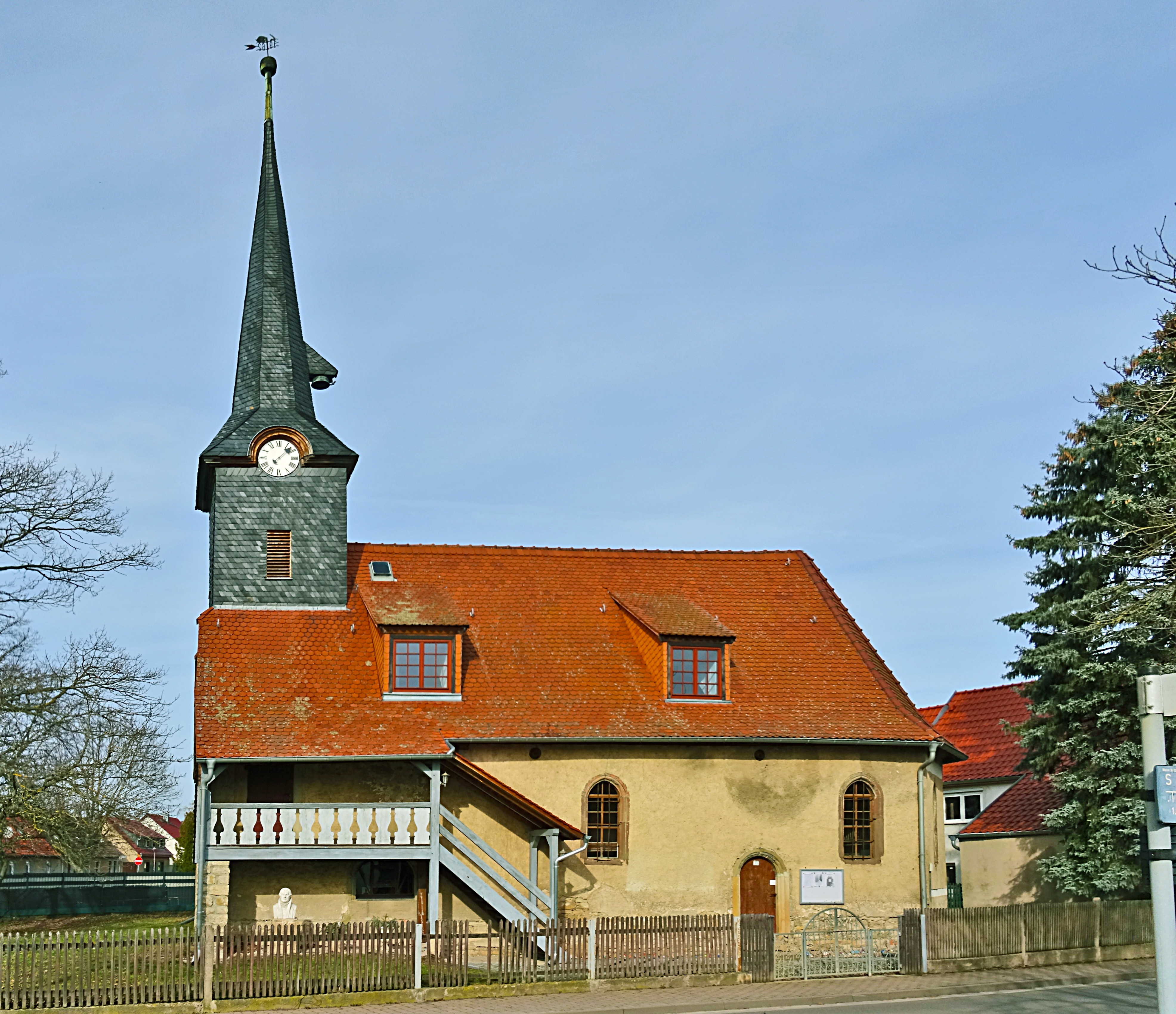
Dorfkirche Schwansee

Die evangelisch-lutherische denkmalgeschützte Dorfkirche Schwansee steht in Schwansee, einem Ortsteil von Großrudestedt im Landkreis Sömmerda von Thüringen. Die Kirchengemeinde Schwansee gehört zum Pfarrbereich Stotternheim im Kirchenkreis Apolda-Buttstädt der Evangelischen Kirche in Mitteldeutschland.

## Beschreibung
Die verputzte Saalkirche wurde 1676 aus Bruchsteinen gebaut. Sie hat einen polygonalen Abschluss des Chors. Ihr schiefergedeckter Dachturm im Westen hat einen quadratischen Aufsatz, der einen achtseitigen spitzen Helm trägt. Der Innenraum des Kirchenschiffs hat umlaufende doppelstöckige Emporen und ist mit einem hölzernen Tonnengewölbe überspannt. Der schlichte Kanzelaltar stammt vom Anfang des 19. Jahrhunderts. Die Orgel mit elf Registern, verteilt auf ein Manual und ein Pedal, wurde im 18. Jahrhundert von einem unbekannten Orgelbauer gebaut.